# Æskulapstav
Æskulapstav er opkaldt efter lægeguden, som på græsk hedder Asklepios og på latin Aesculapius. Det er en stav omsnoet af en slange og er symbol på lægekunsten.
Slangen er knyttet til lægeguden, fordi slangen ved at skifte ham genvandt sin ungdom. I Asklepios-templerne var der hellige slanger, som helbredte de syge ved at slikke på dem.
Desuden har staven en tydelig bibelsk allusion, idet en kobberslange på en stang ifølge 4. Mosebog 21,8 kunne redde israelitterne fra at dø af slangebid.
| Citat           | Herren sagde til Moses: 'Lav en slange og sæt den på en stang! Enhver, der er blevet bidt, og som ser på den, skal beholde livet. | Citat |
| 4. Mosebog 21,8 | |       |

Æskulapstaven bruges i den præhospitale ambulancetjeneste, som et kendetegn for lægevidenskaben, som er grundlaget for ambulancetjenesten. Staven bruges i Star of Life.